# Rissopsetia maccoyi
Rissopsetia maccoyi is een slakkensoort uit de familie van de Pyramidellidae. De wetenschappelijke naam van de soort is voor het eerst geldig gepubliceerd in 1876 door Tenison-Woods.